# Gregg Thompson
Gregg Thompson (ur. 29 maja 1961 w San Jose) – amerykański piłkarz grający na pozycji obrońcy, reprezentant kraju, olimpijczyk z Los Angeles 1984.

## Kariera piłkarska
Gregg Thompson pierwsze lata swojego życia spędził w Kalifornii. W wieku 14 lat przeniósł się wraz z rodziną do Stillwater w stanie Minnesota, gdzie zaczął uczęszczać do Stillwater High School. Ponieważ w szkole nie było drużyny piłkarskiej, Thompson grał w futbol amerykański oraz piłkę nożną w lokalnych klubach młodzieżowych. Ze względu na swoje osiągnięcia sportowe otrzymywał oferty ze stypendium sportowym do gry w piłkę nożną z University of Colorado, University of Minnesota and the University of Wisconsin-Madison. Mimo iż był doskonałym futbolistą, wolał piłkę nożną i wybrał edukację w Indiana University, gdyż uczelnia zaproponowała mu stypendium sportowe do gry w piłkę nożną. Gregg Thompson w 1978 roku został wybranym 'Sportowcem Roku Minnesota High School, gdy kończył edukację na Stillwater High School.
Gregg Thompson wkrótce zaczął grać w drużynie Indiana Hoosiers. W 1979 roku nie grał żadnego meczu, ale w latach 1980–1982 grał regularnie w meczach zespołu. W 1982 roku był kapitanem drużynie podczas zwycięskich dla drużyny rozgrywek o mistrzostwo NCAA po pokonaniu w finale 2:1 Duke University, w którym Thompson strzelił dwie bramki dla swojej drużyny. Thompson zajął drugie w głosowaniu do nagrody Hermann Trophy, którego zwycięzcą okazał się Joe Ulrich z Duke University.
W 1983 roku został wybrany do MISL Draft 1983 przez klub ligi MISL - Los Angeles Lazers. Tampa Bay Rowdies z ligi NASL wybrał Thompsona do NASL College Draft 1983. Klub wkrótce podpisał kontrakt z Thompsonem. W sezonie 1983 został wybranym Odkryciem Roku NASL, a z halową drużyną zdobył halowe mistrzostwo NASL. Z klubu odszedł po sezonie 1984 po rozegraniu 47 meczów w lidze NASL oraz rozegraniu 33 meczów i strzeleniu 9 goli w halowej lidze NASL.
Następnie Thompson został zawodnikiem klubu MISL - Minnesota Strikers (wicemistrzostwo MISL w sezonie 1985/1986), gdzie po rozegraniu 187 meczów i strzeleniu 29 goli w lidze MISL zakończył w wieku zaledwie 27 lat piłkarską karierę.

## Kariera reprezentacyjna
Gregg Thompson w reprezentacji Stanów Zjednoczonych zadebiutował dnia 30 maja 1984 roku na Giants Stadium w Nowym Jorku w bezbramkowo zremisowanym meczu towarzyskim z reprezentacją Włoch. W tym samym roku został powołany do olimpijskiej reprezentacji Stanów Zjednoczonych na Letnie Igrzyska Olimpijskie 1984 w Los Angeles. Na turnieju olimpijskim Gregg Thompson strzelił bramkę w zremisowanym 1:1 meczu z reprezentacją Egiptu, jednak reprezentacja Stanów Zjednoczonych zakończyła udział w igrzyskach już rundzie grupowej zajmując 3.miejsce w grupie D. Ostatni mecz w reprezentacji Stanów Zjednoczonych rozegrał dnia 31 maja 1985 w Torrance w przegranym 0:1 meczu kwalifikacyjnym mistrzostw świata 1986 z reprezentacją Kostaryki. Gregg Thompson łącznie w reprezentacji Stanów Zjednoczonych rozegrał 12 meczów i strzelił 1 bramkę.

## Sukcesy

### Indiana Hoosiers
- Mistrzostwo NCAA: 1982

### Tampa Bay Rowdies
- Halowe mistrzostwo NASL: 1983

### Minnesota Strikers
- Wicemistrzostwo MISL: 1986

### Indywidualne
- Sportowiec Roku Minnesota High School: 1978
- Odkrycie Roku NASL: 1983
- Wyróżnienia NASL: 1983, 1984

## Po zakończeniu kariery
Gregg Thompson obecnie jest partnerem w grupie nieruchomości i trenerów piłki nożnej młodzieży. Prowadzi także obóz piłki nożnej o nazwie The Edge.